# Women's Social Service Association
Women's Social Service Association (WSSA), även känd som Women's Social Service Club, Women's Social Services Organisation eller Women's Social Welfare Society var en kvinnoorganisation på Jamaica, grundad 1918.

## Historik
Women's Social Service Association grundades 1918 under namnet Women's Social Service Club av Nellie Latrielle och Judith DeCordova. Women's Social Service Club bytte 1925 namn till Women's Social Service Association eller WSSA. Nellie Latrielle var dess första ordförande, följd av Judith DeCordova. Det var en volontärförening för socialt arbete bestående av främst vita överklasskvinnor, riktad främst till kvinnor och barn.  
Under första världskriget engagerade sig vita och färgade över- och medelklasskvinnor som Constance Douet, Josephine Westmoreland och Dorothy Trefusis på Jamaica i krigsarbete för imperiet, och bildade föreningar som Jamaica Patriotic Helpers of Montpelliers under A. E. Briscoe, och Women's Social Service Club under Judith DeCordova. Krigsarbetet var framgångsrikt, och flera kvinnor tilldelades offentliga medaljer. 
När Storbritannien införde kvinnlig rösträtt 1918, lanserade kvinnliga medarbetare i krigsansträngningen i maj 1918 en kampanj under ledning av WSSA för att införa kvinnlig rösträtt på Jamaica. 
WSSA bildade en Petition Committee och fick beskydd av guvernörens hustru. En petition med namninsamling organiserades, liksom två stora massmöten. Den rösträtt man ville få var den rösträtt som redan gällde för män, det vill säga en rösträtt begränsad till en liten minoritet skattebetalare, och motiverades med den prisbelönta roll öns överklasskvinnor hade spelat för krigsansträngningen. Bland kampanjens ledande figurer nämns Nellie Latrielle och Judith DeCordova från WSSA. 
Kampanjen hade stöd av den brittiska guvernören och drevs av hustrur till öns politiker, och klubbades igenom utan större motstånd 14 maj 1919. 
Jamaica blev den första ön i Västindien som införde reformen. Ingen kvinna stod dock som kandidat i ett val på Jamaica förrän Mary Morris Knibb, som valdes till lokalparlamentet i Kingston 1939.
Allmän rösträtt för kvinnor dröjde dock på Jamaica. Under 1930-talet uppkom en massrörelse för arbetares rättigheter och självständighet på Jamaica. Oroligheterna aktiverade kvinnorörelsen på Jamaica och breddade den till en massrörelse: svarta arbetarkvinnor engagerade sig nu genom Universal Negro Improvement Association (UNIA), vita kvinnor genom Jamaica Women's League eller (grundad under Judith DeCordovas ledarskap 1936) och intellektuella utbildade kvinnor genom Women's Liberal Club (1936), som höll två nationella kvinnokongresser (1939 och 1941). Oroligheterna resulterade i 1938 Labour Rebellion tillsattes Moyne Commission, som slutligen lade fram ett reformpaket 1944. I november 1944 infördes villkorlig manlig rösträtt grundad på egendom av britterna genom den reformerade konstitutionen, men i december samma år infördes allmän rösträtt och valbarhet för alla vuxna personer, vilket också innefattade kvinnor.